# Emmanuel Fernandes
Emmanuel Fernandes (Thann (Haut-Rhin), 10 augustus 1980) is een Franse politicus en lid van La France insoumise (LFI) (Het Ongebogen Frankrijk).
Emmanuel Fernandes is een parlementslid dat de regio Bas-Rhin vertegenwoordigt binnen de rangen van LFI/NUPES. Vanuit Straatsburg voert hij actief beleid op het gebied van arbeidsrechten, defensie en migrantenrechten. Met zijn werkzaamheden in verschillende commissies op nationaal en Europees niveau heeft hij een politiek profiel dat zich uitstrekt van lokale betrokkenheid tot internationale invloed.

## Leven
Fernandes werd geboren in Thann, een plaats in de regio Haut-Rhin. Zijn vader is van Portugese afkomst en zijn moeder van Franse afkomst. Hij verhuisde op jonge leeftijd naar Straatsburg, waar hij zijn hogere opleiding voltooide. Gedurende zijn hele carrière werkte hij in het bedrijfsleven en projectmanagement.

## Politieke carrière
Emmanuel Fernandes sloot zich in 2012 aan bij de Parti d'Ile des Links en sloot zich vervolgens in 2016 aan bij de beweging La France Insoumise, opgericht onder leiding van Jean-Luc Mélenchon. In Straatsburg nam hij deel aan lokale sociale bewegingen en culturele projecten. In 2022 stelde hij zich kandidaat voor het parlement voor de linkse partij NUPES.
Op 19 juni 2022 werd hij in de tweede ronde van de verkiezingen met 51,23% van de stemmen verkozen tot parlementslid voor het 2e kiesdistrict van Bas-Rhin, waarbij hij Sylvain Waserman versloeg. 
In 2023 was hij een van de parlementsleden die zich tijdens een betoging in Straatsburg uitsprak tegen politiegeweld in het kader van de protesten tegen de pensioenhervorming in Frankrijk. Samen met Sandra Regol richtte hij een open brief aan Josiane Chevalier, waarin zij hun verontwaardiging uitten en schreven dat "gezinnen, parlementsleden en betogers werden blootgesteld aan wapenstokken en traangas".
Bij de vervroegde algemene verkiezingen van 2024, nadat Emmanuel Macron het parlement had ontbonden, werd hij opnieuw genomineerd door de linkse alliantie Nouveau Front populaire en behield hij zijn zetel door in de tweede ronde te winnen van rechtse (Macronistische) en extreemrechtse kandidaten.

## Parlementaire procedures
Hij zit in de Commissie Culturele Zaken en Onderwijs van de Nationale Vergadering. Hij werkt aan wetsvoorstellen over de bescherming van culturele diversiteit, toegang tot universiteiten en de democratisering van openbare diensten. Hij vertegenwoordigt Frankrijk ook in de Parlementaire Vergadering van de Raad van Europa. Fernandes, die zich in de PACE bezighoudt met migranten, vluchtelingen en mensenhandel, is sinds 2025 actief betrokken bij deze commissies.
Fernandes zet zich in voor de fundamentele principes van La France insoumise: sociale rechtvaardigheid, bescherming van openbare diensten, milieubescherming, secularisme en migrantenrechten. Hij neemt ook actieve standpunten in op gebieden zoals het gebruik van politiegeweld, vrijheid van meningsuiting en de strijd tegen ongelijkheid.

## Bron
1. 1 2  (fr) M. Emmanuel Fernandes - Bas-Rhin (2. seçim bölgesi). Assemblée nationale. Gearchiveerd op 29 Temmuz 2025. Geraadpleegd op 10 Temmuz 2025.
2. ↑  (fr) 2022 Yasama Seçimleri: Bas-Rhin 2. seçim bölgesinin milletvekili seçilen Emmanuel Fernandes (NUPES) kimdir?. France 3 Régions. Gearchiveerd op 18 Şubat 2025. Geraadpleegd op 10 Temmuz 2025.
3. ↑  (fr) Yeni Ulusal Meclis nasıl olacak? Meclis yapısını ve seçilmiş üye listesi. Le Monde (19 Haziran 2022). Gearchiveerd op 12 Aralık 2024. Geraadpleegd op 10 Temmuz 2025.
4. ↑  (fr) 6 Nisan gösterisi: CGT ve iki milletvekili Strazburg'daki polis şiddetini kınadı. BFMTV. Gearchiveerd op 8 Aralık 2024. Geraadpleegd op 10 Temmuz 2025.